# Eversmeer
Eversmeer er en kommune i Samtgemeinde Holtriem i Landkreis Wittmund, i den nordvestlige del af den tyske delstat Niedersachsen.
Kommunen ligger et tidligere større østfrislandsk moseområde, som der i dag kun er små rester tilbage af. I kommunen område ligger højmosefladen hvor den 89,2 hektar store Ewiges Meer, der er Tysklands største højmosesø, ligger. Området har siden 1939 været fredet som Naturschutzgebiet.